# Primera División 1896
In 1896 werd het vijfde seizoen gespeeld van de Primera División, de hoogste voetbaldivisie van Argentinië. Lomas Academy werd kampioen. De club was eigenlijk een soort tweede elftal van Lomas AC.

## Eindstand
| Plaats | Club                 | Wed. | W | G | V | Saldo | Ptn. |
| ------ | -------------------- | ---- | - | - | - | ----- | ---- |
| 1º     | Lomas Academy        | 8    | 6 | 0 | 2 | 18:10 | 12   |
| 2º     | Flores Athletic Club | 8    | 5 | 0 | 3 | 17:8  | 10   |
| 3º     | Lomas Athletic       | 8    | 4 | 1 | 3 | 16:11 | 9    |
| 4º     | Belgrano Athletic    | 8    | 3 | 2 | 3 | 10:15 | 8    |
| 5º     | Retiro Athletic      | 8    | 0 | 1 | 7 | 6:23  | 1    |

|  | Kampioen |